# كانديدو نوثيدال
كانديدو نوثيدال إي رودريغيث دي لا فلور (لا كورونيا، 11 مارس 1821 – مدريد، 18 يوليو 1885) كان سياسيًا وصحفيًا ومحاميًا إسبانيًا. في شبابه، انضم نوثيدال إلى الحزب التقدمي، وبعد مرور فترة في التيارات المعتدلة والنيوقوطية، انتهى به المطاف في دائرة الكارليسم. بعد وفاته، أسس ابنه رامون نوثيدال الحزب الإنتغريستا (الحزب المتشدد).
والده، خوسيه ماريا نوثيدال إي كابيتيلو، كان من مدينة توررينويفا في منطقة سيوداد ريال، رغم أنه كان ينتمي إلى عائلة من إقليم الباسك في منطقة سوبييرتا. كان خوسيه ماريا نوثيدال من المتعصبين لليبرالية، حيث كان قائدًا للميليشيا الوطنية، وعضوًا في البرلمان ومجلس الشيوخ خلال عهد الملكة إيزابيل الثانية، وكان أيضًا عضوًا في مجلس بلدية مدريد.
درس كانديدو نوثيدال الحقوق في جامعة ألكالا ثم في الجامعة المركزية في مدريد، وتخرج عام 1840 وأنشأ مكتبه للمحاماة في نفس العام. منذ صغره، كان عضوًا في الحزب التقدمي، وكان مرتبطًا بشكل وثيق ببالدوميرو إسبارتيرو في صراعه مع والدة إيزابيل الثانية، ماريا كريستينا دي بوربون، حول الوصاية.
بعد فترة قصيرة كمدعي عام، عاد إلى نشاطه المهني، وفي عام 1843 عمل محررًا في صحيفة جازيتا دي مدريد قبل أن يترك منصبه ليتولى مقعدًا في البرلمان ممثلاً عن مقاطعة سرقسطة. خلال هذه الفترة، كان مرتبطًا بالحزب المعتدل، وفي عام 1847، بفضل دفاعه عن رامون ماريا نارفايث ضد هجوم التقدميين، عُيّن مدعيًا عامًا للمجلس الملكي، حيث أصبح مستشارًا أيضًا، وشغل منصب وكيل وزارة الحكم الداخلي.
في منعطف سياسي جديد في حياته، وبعد فترة من الابتعاد عن النشاط السياسي (رغم احتفاظه بمقعده في البرلمان)، شارك في انقلاب فيكالڤارادا ووقع على بيان مانزاناريس.
خلال السنوات التقدمية، كان مدافعًا نشطًا عن الحزب المعتدل الذي كان يواجه أزمات كبيرة، وينسب إليه الفضل في الحفاظ على تماسك الحزب في مواجهة حركات التقدميين وظهور الاتحاد الليبرالي بقيادة ليوبولدو أودونيل، الذي كان يواجهه علنًا في البرلمان ومن خلال الصحيفة الساخرة والنيوكاثوليكية التي أسسها، إل بادر كوبوس. دفاعه الحماسي عن التيار المحافظ مكنه من تعيينه وزيرًا للحكم الداخلي عام 1856 بعد سقوط الحكومة التقدمية. واستغل الأغلبية البرلمانية المحافظة التي نظمها في الانتخابات العامة من هذا المنصب ليقود إلغاء عدة قوانين تقدمية من الفترة السابقة، مع إقرار قانون للطباعة يُعتبر من أكثر القوانين تقييدًا خلال عهد إيزابيل الثانية.
قدم تعديلًا لتمويل مكتبة المؤلفين الإسبان لريفادينيرا بمبلغ 400,000 ريال، مؤكدًا أن هذا سيكون «ربما الفعل الوحيد الذي يخلد في ذاكرة الكورتيس التشريعية».
خلال حكومة الاتحاد الليبرالي، بدأ يبتعد تدريجيًا عن النشاط السياسي المعتدل ليلتحق بالحركات النيوكاثوليكية. كان يعارض بشدة اعتراف حكومة إسبانيا بمملكة إيطاليا.
على الرغم من أن جهود أودونيل لكسب المعتدلين لصالح الاتحاد الليبرالي نجحت في كثير من الحالات، إلا أن كانديدو نوثيدال رفض حتى عرض رئاسة مجلس النواب وأن يكون سفيرًا في روما (1867).
بدأ بنشر صحيفة جديدة باسم «الاستمرارية» (La Constancia)، حيث أعلن نيته وقف القوى الثورية التي كانت تهدد إسبانيا. بعد ثورة 1868 وسقوط إيزابيل الثانية، انضم مع عدد من الإيزابيلينيين القدامى إلى «الاتحاد الملكي الكاثوليكي»، وبعد انتخابات 1871، قاد الأقلية الكارلية في البرلمان.
بينما كان بعض الكارليين يتآمرون لحرب كارلية جديدة، كان نوثيدال، متجاهلًا هذه الخطط، يعمل من الناحية القانونية من أجل الكارلية. في 4 ديسمبر 1871، عيّنه دون كارلوس مديرًا للصحافة الكارلية، وهو الأمر الذي عارضته صحيفتا الكارليين «التفكير الإسباني» و«التجديد»، ممثلتان بأنطونيو أباريسي ويجارو، كونت كانغا أرجويليس، جابينو تيخادو وفرانسيسكو نافارو فيلوسلادا.
في يناير 1872، عينه المدعي (دون كارلوس) أيضًا رئيسًا للجنة المركزية الكاثوليكية الملكية، خلفًا لماركيس دي فيلادارياس، بفضل وساطة إميليو دي أرجونا، سكرتير دون كارلوس. أدى هذا التعيين إلى انسحاب أنطونيو أباريسي ويجارو من الحياة السياسية النشطة، وتوفي بعدها بفترة قصيرة، كما تسبب في خلافات وانقسامات بين الكارليين ستنعكس بعد تسع سنوات عند تأسيس الاتحاد الكاثوليكي بيدال.
اضطرت الاضطهادات التي تعرض لها الكارليون خلال الحرب الكارلية الثالثة نوثيدال إلى مغادرة إسبانيا لفترة قصيرة (1874-1875)، ولجأ إلى البرتغال. ومع استعادة حكم البوربون، وبعيدًا عن الانضمام إلى قضية ألفونسو، استمر في الاتحاد الكاثوليكي الملكي وأنشأ صحيفة جديدة «العصر القادم» (El Siglo Futuro)، التي دافعت عن التقاليدية المتشددة لأكثر من ستة عقود. بعد هزيمة الحرب، عزز دون كارلوس موقفه بتعيينه في 1879 ممثله في إسبانيا (رئيس المفوضين).
قبل وفاته بقليل في 1885، دخل في مواجهة علنية مع جزء من الكارليين الذين كانوا يدعمون التفاهم مع الكاثوليك الليبراليين المحافظين الذين كان معظم الأساقفة يساندونهم، مثل صحيفة «الإيمان» (La Fé). رغم أن كانديدو نوثيدال كان دائمًا يحظى بدعم صريح من دون كارلوس، بعد وفاته تم طرد أنصاره، الذين تجمعوا حول ابنه رامون نوثيدال الذي ورث قيادة صحيفة «العصر القادم»، من قبل دون كارلوس في 1888، ما أدى إلى تأسيس الحزب الاندماجي (Integrista).
كان عضوًا في الأكاديمية الملكية الإسبانية، الأكاديمية الملكية للفقه والتشريع، والأكاديمية الملكية للعلوم الأخلاقية والسياسية.